# باربرا ميرفن
باربرا ميرفن هي لاعبة اتحاد الرغبي كندية، ولدت في 1 أبريل 1982 في سانت جونز في كندا.